# 甘日 (新桑扎里區)
49°23′53″N 34°24′8″E / 49.39806°N 34.40222°E
甘日（烏克蘭語：Ганжі），是烏克蘭中部的村莊，隸屬波爾塔瓦州的波爾塔瓦區。該村處於沃爾斯克拉河左岸，距離舊桑扎里2公里和昆采沃0.5公里，面積1.735平方公里，海拔高度134米，2001年人口42。